# オスカル・リネル
- オスカル・リンネル
- オスカル・リネア
- オスカル・リネール
- オスカル・リンネア
- オスカー・リナー

オスカル・カール・リネル（Oscar Carl Linnér, 1997年2月23日 - ）は、スウェーデン・ストックホルム県ダンデリード市出身のサッカー選手。デンマーク・スーペルリーガ・オールボーBK所属。ポジションはGK。
日本でのメディア表記は、「オスカル・リンネル』「オスカル・リンネア』「オスカル・リネア』『オスカル・リネール』『オスカー・リナー』など多数あり、不特定な面が多い。

## クラブ経歴
2014年にAIKソルナのユースチームに入団し、翌2015年にトップチームに昇格。同年シーズンの7月5日のカルマルFFで先発で起用されプロデビュー。0-0の完封でデビュー戦を飾った。2017年シーズンより正GKに定着。2018年シーズンはアルスヴェンスカン (1部リーグ)での優勝を経験した。
2020年1月7日、ドイツのアルミニア・ビーレフェルトと3年半の契約を締結。加入後はシュテファン・オルテガの控えGKに落ち着き、2019-20シーズンは不出場に終わったが、チームは2部リーグで優勝し、2008-09シーズン以来のブンデスリーガ復帰を果たした。しかし、2020-21シーズンも不出場で終了。
2021年8月11日、ブレシア・カルチョに買取オプション付きのローン移籍で加入したことが発表された。
2022年10月16日、オールボーBKに移籍した。

## 代表経歴
2015年から3年間、ユース世代のスウェーデン代表でプレーし、2019年1月11日のアイスランド戦で、フル代表デビューを果たした。